# Chlorochlamys densaria
Chlorochlamys densaria är en fjärilsart som beskrevs av Walker 1863. Chlorochlamys densaria ingår i släktet Chlorochlamys och familjen mätare. Inga underarter finns listade i Catalogue of Life.